# Convenção Nacional Republicana de 2004

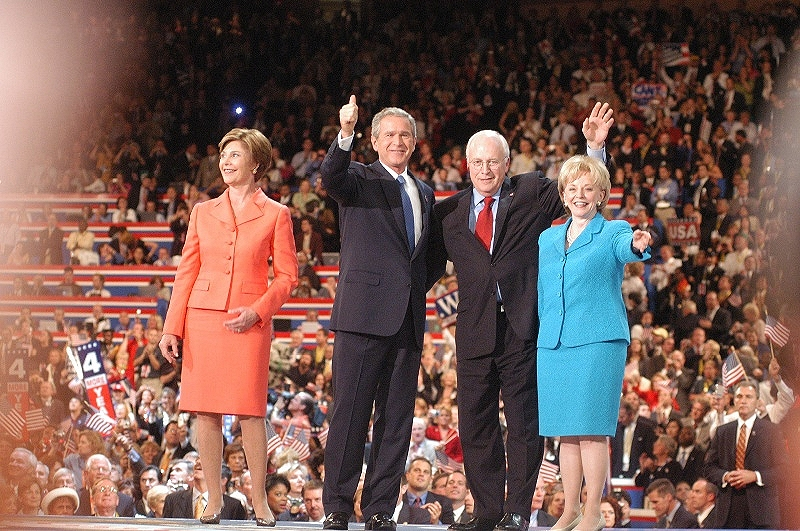
George W. Bush e Dick Cheney na Convenção Nacional Republicana de 2004.

A Convenção Nacional Republicana de 2004, a convenção de candidatura presidencial do Partido Republicano dos Estados Unidos, teve lugar de 30 de agosto a 2 de setembro de 2004 no Madison Square Garden na Cidade de Nova Iorque, NY. A convenção é apenas uma da série de encontros históricos em que o candidato republicano a presidente dos Estados Unidos e a plataforma partidária são formalmente aceitos. O público incluia 2.509 delegados e 2.344 delegados alternativos dos estados, territórios e dependências estrangeiras. A convenção marcou o fim oficial da temporada de eleições primárias ativas.
O tema da convenção era "Fulfilling America's Promise by Building a Safer World and a More Hopeful America" (tradução livre: Cumprir a Promessa Americana Construindo um Mundo mais Seguro e uma América mais Esperançosa). Momentos definitivos da Convenção Nacional Republicana de 2004 incluem um importante sobrescrito destacado por Zell Miller e uma confirmação de candidatura do incumbente George W. Bush como o candidato para Presidente e o incumbente Dick Cheney como candidato a Vice-Presidente. Bush e Cheney enfrentaram os escolhidos do Partido Democrata John Kerry e John Edwards na eleição presidencial de 2004.